# Шматко, Любовь Дмитриевна
Любовь Дмитриевна Шматко (25 октября 1993, Калиновка, Еланецкий район, Николаевская область) — украинская футболистка, защитница сборной Украины. Мастер спорта Украины.

## Биография
Начала заниматься футболом в 7 лет в школьной секции, первый тренер — Борис Петрович Скоп. В 14-летнем возрасте вместе с сестрой поступила в черниговский спортинтернат, также занималась в команде «Спартак» (Чернигов). Помимо основной позиции защитника, играет также на позиции крайнего полузащитника.
В 2009 году начала выступать на взрослом уровне в составе черниговской «Легенды». Дебютный матч за клуб сыграла в рамках Кубка Украины 2 июля 2009 года против «Дончанки-ЦПОР», заменив на 60-й минуте Оксану Яковишин. В чемпионате Украины дебютировала на следующий год, 12 мая 2010 года в игре против клуба «Атекс-СДЮШОР-16». Первый гол в высшей лиге забила 28 октября 2010 года в ворота костопольской «Родины». В составе «Легенды» становилась чемпионкой (2010), серебряным (2011, 2013, 2015) и бронзовым (2014, 2016) призёром чемпионата Украины, обладательницей (2009) и финалисткой (2011, 2013, 2014, 2015, 2016) Кубка страны. Всего в чемпионате Украины сыграла 65 матчей и забила 13 голов (по другим данным — 67 матчей и 22 гола). Приняла участие в одной игре женской Лиги чемпионов (2010).
В начале 2017 года перешла в белорусский клуб «Минск». Дебютный матч в чемпионате Белоруссии сыграла 23 апреля 2017 года против клуба «Зорка-БДУ», заменив на 88-й минуте Юлию Борисенко. Первый гол за клуб забила 6 мая 2017 года в ворота клуба «Славянка». Всего в составе минского клуба завоевала три чемпионских титула (2017, 2018, 2019) и серебряную медаль (2020) чемпионата Белоруссии, становилась обладательницей (2017, 2018, 2019) и финалисткой (2020) Кубка Белоруссии, обладательницей Суперкубка страны (2018, 2019). Приняла участие в 18 матчах Лиги чемпионов, забив 2 гола. Покинула «Минск» по окончании сезона 2020 года вместе с большинством основных игроков клуба.
Выступала за юниорскую и молодёжную сборную Украины. Дебютировала в составе национальной сборной 19 октября 2016 года в товарищеской игре против Венгрии (0:4). Первый матч в официальных турнирах провела в отборочной игре чемпионата мира 15 сентября 2017 года против Хорватии, отыграв все 90 минут. Первый гол в официальных матчах за сборную забила 8 октября 2019 года в ворота Ирландии (2:3), отличившись в этой игре также и автоголом.

## Личная жизнь
Сестра-близнец Людмила — также профессиональная футболистка, выступала за «Легенду» и клубы Турции. Кроме того, есть братья и старшая сестра.